# أرونا كونيه
أرونا كونيه (بالفرنسية: Arouna Koné)‏ ، من مواليد 11 نوفمبر 1983 في أنياما في ساحل العاج ، لاعب كرة قدم إيفواري.

## مسيرته الكروية
بدأ مسيرته الكروية مع نادي ليرس في موسم 2002/2003 ، ولعب معهم 32 مباراة وسجل 11 هدف، وكان هداف فريقه في أول موسم، وفي عام 2003 انتقل إلى نادي رودا كيركاده الهولندي، ولعب معهم حتى عام 2005 ، وشارك معهم في 63 مباراة وسجل 28 هدف، وفي عام 2005 انتقل إلى نادي بي أس في آيندهوفن الهولندي، ولعب معهم حتى عام 2007 ، وشارك معهم في 53 مباراة وسجل 21 هدف، وعام 2007 لعب مع نادي إشبيلية الإسباني. وفي علم 2010 لعب لنادي هانوفر 96. وفي عام 2011 انتقل لنادي نادي ليفانتي ، وانضم لنادي ويجان مقابل 3.5 مليون جنيه، وشارك في مباراة الفوز بلقب كأس الاتحاد 2013 على حساب مانشستر سيتي على ملعب ويمبلي ، وحاليًا يلعب لنادي إيفرتون منذ عام 2013 ، وقد مثل منتخب بلاده في كأس العالم 2006 وكذلك في ثلاث بطولات كأس أمم إفريقيا.

## مسيرته مع الأندية
- ليرسك البلجيكي : 2002 / 2003
- رودا ياي سي : 2003/2005
- نادي آيندهوفن الهولندي : 2005/2007
- نادي إشبيلية الأسباني : 2007 / 2010
- هانوفر 96 الألماني : 2010 / 2011
- نادي ليفانتي الأسباني : 2011 / 2012
- ويجان أتلتيك الإنجليزي: 2012 / 2013
- إيفرتون الإنجليزي: 2013

و هو يلعب مع منتخب ساحل العاج لكرة القدم منذ عام 2004.

## وصلات خارجية
- أرونا كونيه على موقع الاتحاد الدولي (مؤرشف)  (الإنجليزية)
- أرونا كونيه على موقع اتحاد تركيا (لاعب) (الإنجليزية)
- أرونا كونيه على موقع قاعدة بيانات كرة القدم.إي يو (الإنجليزية)
- أرونا كونيه على موقع بيانات كرة القدم. دي إي (الألمانية)
- أرونا كونيه على موقع ناشيونال فوتبول تيمز (الإنجليزية)
- أرونا كونيه على موقع Soccerbase.com (لاعب) (الإنجليزية)
- أرونا كونيه على موقع Soccerway.com (الإنجليزية)
- أرونا كونيه على موقع عالم كرة القدم.نت (الإنجليزية)
- أرونا كونيه على موقع AS.com (الإسبانية)